# Difosfano
Difosfano é um composto inorgânico com a fórmula química P2H4.  Este líquido incolor é um dos vários hidretos binários do fósforo. É a impureza que tipicamente causa com que amostras de fosfina entrem em ignição ao ar. Um antigo nome é difosfina.